# Marnay-sur-Marne
Marnay-sur-Marne è un comune francese di 297 abitanti situato nel dipartimento dell'Alta Marna nella regione del Grand Est.

## Società

### Evoluzione demografica
Abitanti censiti